# Rudgea panamensis
Rudgea panamensis är en måreväxtart som först beskrevs av John Duncan Dwyer, och fick sitt nu gällande namn av Charlotte M. Taylor. Rudgea panamensis ingår i släktet Rudgea och familjen måreväxter. Inga underarter finns listade i Catalogue of Life.